# Радомски окръг (Лодзко войводство)
Радомски окръг (на полски: Powiat radomszczański) е окръг в Централна Полша, Лодзко войводство. Заема площ от 1442,57 км2. Административен център е град Радомско.

## География
Окръгът се намира в историческия регион Малополша. Разположен е в югоизточната част на войводството.

## Население
Населението на окръга възлиза на 117 266 души (2012 г.). Гъстотата е 81 души/км2.

## Административно деление
Административно окръгът е разделен на 8 общини.
Градска община:
- Радомско

Градско-селска община:
- Община Каменск
- Община Пшедбож

Селски общини:
- Община Велгомлини
- Община Велка Лгота
- Община Велке Кобеле
- Община Гидле
- Община Гомуница
- Община Добришице
- Община Житно
- Община Кодромб
- Община Ладжице
- Община Масловице
- Община Радомско

## Галерия
- Каменск
- Пшедбож
- Радомско